# آلبر اندریکس
آلبر اندریکس (فرانسوی: Albert Henderickx‎; ۲۴ سپتامبر ۱۹۰۰ – ۲۷ ژوئن ۱۹۶۵) بازیکن فوتبال اهل بلژیک بود.
وی همچنین در تیم ملی فوتبال بلژیک بازی کرده‌است.